# Ichnotropis grandiceps
Ichnotropis grandiceps är en ödleart som beskrevs av  Donald G. Broadley 1967. Ichnotropis grandiceps ingår i släktet Ichnotropis och familjen lacertider. Inga underarter finns listade i Catalogue of Life.
Denna ödla förekommer i gränsregionen mellan Angola, Namibia, Zambia och Botswana. Den lever i bergstrakter och på högplatå mellan 1000 och 1300 meter över havet. Exemplaren vistas i öppna skogar och savanner med sandig jord. De gömmer sig troligtvis i jordhålor som skapades av andra djur.
Beståndet påverkas i viss mån av intensivt bruk av betes- och jordbruksmarker. Alla revir tillsammans fördelar sig över en 75 000 km² stor yta. IUCN kategoriserar arten globalt som livskraftig (LC).